# عباس‌آباد (ملایر)
عباس‌آباد آورزمان (ملایر)، روستایی از توابع بخش سامن شهرستان ملایر در استان همدان ایران است.
این روستا دارای ده ها هکتار بادمستان دیم می باشد که به صورت منظم و مدرن توسط اهالی روستا احداث شده اند .
طبق گفته های اهالی محلی چرای دام در این روستا محدود و ممنوع خواهد شد.
از محصولات روستا می توان به بادام درختی، گردو، پسته، عسل و ... اشاره کرد.
اهالی قدیمی روستا به تازگی اقدام به ساخت خانه های مسکونی متعددی در روستا کرده اند و تعداد ساختمان های روستا در حال افزایش است.

## جمعیت
این روستا در دهستان اورزمان قرار دارد و براساس سرشماری مرکز آمار ایران در سال ۱۳۹۵، جمعیت آن ۱۲ نفر (۶خانوار) بوده‌است.